# تيسون اندروز
تيسون اندروز (بالإنجليزية: Tyson Andrews)‏ هو لاعب دوري الرغبي أسترالي، ولد في 6 فبراير 1990 في مايتلاند في أستراليا.